# Gerhard Dempf
Gerhard Dempf (* 24. Januar 1979 in Schwabmünchen) ist ein ehemaliger deutscher Judoka, der 2004 Studentenweltmeister war.

## Sportliche Karriere
Der 1,95 m große Gerhard Dempf kämpfte im Mittelgewicht, der Gewichtsklasse bis 90 Kilogramm. Nach einem dritten Platz bei den Deutschen Meisterschaften 2001 erreichte er 2002 das Finale und belegte den zweiten Platz hinter Sven Helbing. 2003 schied er bei den Europameisterschaften in der Hoffnungsrunde aus und unterlag bei den Weltmeisterschaften im Achtelfinale gegen den Briten Winston Gordon. Bei den Deutschen Meisterschaften 2003 belegte er den dritten Platz. 
2004 erreichte er hinter dem Italiener Francesco Lepre den zweiten Platz beim Weltcup-Turnier in Minsk und gewann eine Woche später das Weltcup-Turnier in Tiflis. Bei den Europameisterschaften 2004 schied er in seinem zweiten Kampf aus. Im Juli 2004 belegte er hinter Winston Gordon den zweiten Platz bei den German Open. Bei den Olympischen Spielen 2004 in Athen verlor er seinen Auftaktkampf gegen den Niederländer Mark Huizinga nach 57 Sekunden. Ende 2004 fanden in Moskau die Weltmeisterschaften der Studierenden statt, dort gewann Gerhard Dempf im Finale gegen den Russen Tagir Chaibulajew. 2005 war Dempf Dritter beim Weltcupturnier in Rom und ebenfalls Dritter bei den Deutschen Meisterschaften.
In der Judo-Bundesliga kämpfte Gerhard Dempf für den TSV München Großhadern.